# SummerSlam 2020
SummerSlam (2020) was een professioneel worstel-pay-per-view (PPV) en WWE Network evenement dat georganiseerd werd door WWE voor hun Raw en SmackDown brand. Het was de 33ste editie van SummerSlam en vond plaats op 23 augustus 2020 in het Amway Center (WWE ThunderDome met virtueel publiek) in Orlando, Florida. Dit was de eerste evenement van WWE dat plaatsvond in de ThunderDome. Het is de eerste keer dat Brock Lesnar niet verscheen bij het evenement sinds 2011. Ook was het de eerste keer sinds 2009 dat MVP weer verscheen bij het evenement.

## Matches
| Nr. | Match                                                                       | Winnaar(s)                  | Opmerkingen                                                     | Bron  |
| --- | --------------------------------------------------------------------------- | --------------------------- | --------------------------------------------------------------- | ----- |
| 1p  | Apollo Crews (c) vs. MVP                                                    | Apollo Crews                | Eén-op-één match voor het WWE U.S. Championship.                | [ 2 ] |
| 2   | Bayley (c) (met Sasha Banks) vs. Asuka                                      | Bayley                      | Eén-op-één match voor het WWE SmackDown Women's Championship.   | [ 2 ] |
| 3   | Street Profits (Angelo Dawkins & Montez Ford) (c) vs. Andrade & Angel Garza | Street Profits              | Tag team match voor het WWE Raw Tag Team Championship.          | [ 2 ] |
| 4   | Mandy Rose vs. Sonya Deville                                                | Mandy Rose                  | No Disqualification match. Verliezer moest WWE verlaten.        | [ 2 ] |
| 5   | Seth Rollins vs. Dominik Mysterio                                           | Seth Rollins                | Street Fight.                                                   | [ 2 ] |
| 6   | Asuka vs. Sasha Banks (c) (met Bayley)                                      | Asuka (nc)                  | Eén-op-één match voor het WWE Raw Women's Championship.         | [ 2 ] |
| 7   | Drew McIntyre (c) vs. Randy Orton                                           | Drew McIntyre               | Eén-op-één match voor het WWE Championship.                     | [ 2 ] |
| 8   | "The Fiend" Bray Wyatt vs. Braun Strowman (c)                               | "The Fiend" Bray Wyatt (nc) | Falls Count Anywhere match voor het WWE Universal Championship. | [ 2 ] |